# Zubiena
Zubiena é uma comuna italiana da região do Piemonte, província de Biella, com cerca de 1.271 habitantes. Estende-se por uma área de 12 km², tendo uma densidade populacional de 106 hab/km². Faz fronteira com Borriana, Cerrione, Magnano, Mongrando, Sala Biellese, Torrazzo.

## Demografia
| Variação demográfica do município entre 1861 e 2011                               |
|                                                                                   |
| Fonte: Istituto Nazionale di Statistica (ISTAT) - Elaboração gráfica da Wikipedia |